# Valentina Turisini
Valentina Turisini, född 16 augusti 1969 i Trieste, är en italiensk sportskytt.
Turisini blev olympisk silvermedaljör i gevär vid sommarspelen 2004 i Aten.